# Die Venus
Die Venus ist ein österreichisches Stummfilmmelodram aus dem Jahre 1921, eine Inszenierung des Schauspielers Hans Homma mit Raoul Aslan und Magda Sonja. Die Geschichte ist von dem Roman Die Venus von Ille von Prosper Mérimée inspiriert.

## Handlung
Im südlichen Frankreich im 19. Jahrhundert. Die Gattin eines alternden Grafen beginnt eines Tages ein Verhältnis mit einem Maler namens Paul Greville. Als ihre Tochter Yvonne aus ihrer Mädchenpension heimkehrt, beginnt Paul auch mit ihr eine Beziehung, die schließlich in eine Verlobung mit der schönen jungen Frau führt. Die Gräfin hat auch eine Beziehung zu dem Anführer einer Schmugglerbande aufgenommen. Dieser Mann ist ein Heißblut und reagiert äußerst eifersüchtig, als er von der Beziehung „seiner“ Gräfin zu dem Maler erfährt. Es kommt zu einem Zweikampf, bei dem der Bandenchef Paul schwer verletzt. Nach seiner Genesung belauscht die Gräfin ein intimes Gespräch zwischen ihrer Tochter und dem Künstler. Dabei wird sie von einer niederstürzenden, großen Statue, die die erotisches Verlangen symbolisierende, römische Göttin Venus darstellen soll und von der einfachen Landbevölkerung als „verflucht“ verrufen ist, erschlagen.

## Produktionsnotizen
Venus 1921 und wurde, je nach Quelle, am 6. oder am 13. Januar 1922 in Wien uraufgeführt. Der Vierakter mit einer Länge von etwa 1700 Metern Länge erhielt Jugendverbot.
Ladislaus Tuszinsky und Hans Berger gestalteten die Filmbauten.

## Kritik
Paimann’s Filmlisten resümierte: „Stoff phantastisch, Spiel und Szenerie (schöne Landschaftsbilder) ausgezeichnet, Photos sehr gut. Ein Exclusiv-Bild.“